# شيم أزرق
شيم أزرق أو تَقَّالة (الاسم العلمي: Caranx crysos) (بالإنجليزية: Blue runner)‏ هو نوع من الأسماك الصغيرة المأكولة توجد في البحر المتوسط يتبع جنس الشيم من فصيلة الشيميات.